# Dilbeek
Dilbeek is een plaats en gemeente in de Belgische provincie Vlaams-Brabant. Dilbeek ligt in het Pajottenland en is vergroeid met de Brusselse agglomeratie, en bijgevolg ook sterk verstedelijkt. De gemeente heeft een oppervlakte van 4118 hectare en telt ruim 45.000 inwoners. Hiermee is Dilbeek, qua inwoneraantal, de derde grootste gemeente van Vlaams-Brabant (na Leuven en Vilvoorde).

## Toponymie
De naam van de gemeente komt voor het eerst voor onder de vorm de Delbeccha of de Dilbeccha (1075) en is mogelijk afgeleid van het prehistorische (Keltische of "Belgische") hydroniem Didilone, dat teruggaat op de Proto-Indo-Europese wortel *dʰeidʰ- ("schitterend"), enerzijds en het Oergermaanse *baki-z / *bakja-z ("beek") uit de PIE wortel *bʰog- ("beek") anderzijds. Andere – twijfelachtige – etymologieën herleiden de component dil- tot het Germaanse *dalą ("dal") of de eigennaam Theodulf.

## Geschiedenis
Dilbeek en zijn deelgemeenten behoorden sinds de Karolingische periode tot de Brabantgouw. Omstreeks 1085/1086 kwam dit landsgedeelte onder de graven van Leuven, voorvaderen van de hertogen van Brabant. Binnen het leenstelsel werd het gebied oorspronkelijk bestuurd door de Anderlechtse heren van Aa. Deze bezittingen gingen later over op onder anderen de heren van Zottegem, Gaasbeek en Kraainem. In de bestuurlijke geografie van het hertogdom Brabant maakte het tot het einde van het ancien régime deel uit van het kwartier Brussel. In de kerkelijke geografie behoorde Dilbeek tot 1559 tot het oude bisdom Kamerijk, nadien tot het bisdom Mechelen.
In de 15e eeuw werd in Dilbeek in grote hoeveelheden een witte, kalkhoudende zandsteen, Lediaan, gewonnen. De zandsteen diende niet alleen voor de bouw van enkele plaatselijke kerken, zoals de Sint-Ambrosiuskerk in Dilbeek en de Sint-Pieterskerk in Itterbeek, maar ook voor kerkelijke gebouwen van groot aanzien zoals de kathedraal van Sint-Michiel en Sint-Goedele in Brussel en de Sint-Baafskathedraal in Gent, alsook wereldlijke gebouwen zoals het stadhuis van Leuven en het stadhuis van Brussel. De voormalige steengroeve ("het Steenwerc van Dyelbeke") is nu een groot natuurgebied, de Wolfsputten.
Sinds de 16e eeuw is de geschiedenis van de deelgemeente Dilbeek nauw verweven met die van de andere deelgemeenten Itterbeek en Sint-Martens-Bodegem. Samen werden zij namelijk verenigd in het Nieuwe Land van Gaasbeek onder de heerschappij van de heren van Gaasbeek, met een eigen schepenbank en meier. Vanaf 1690 vormden deze gemeenten samen met andere Gaasbeekse lenen het graafschap Tirimont.

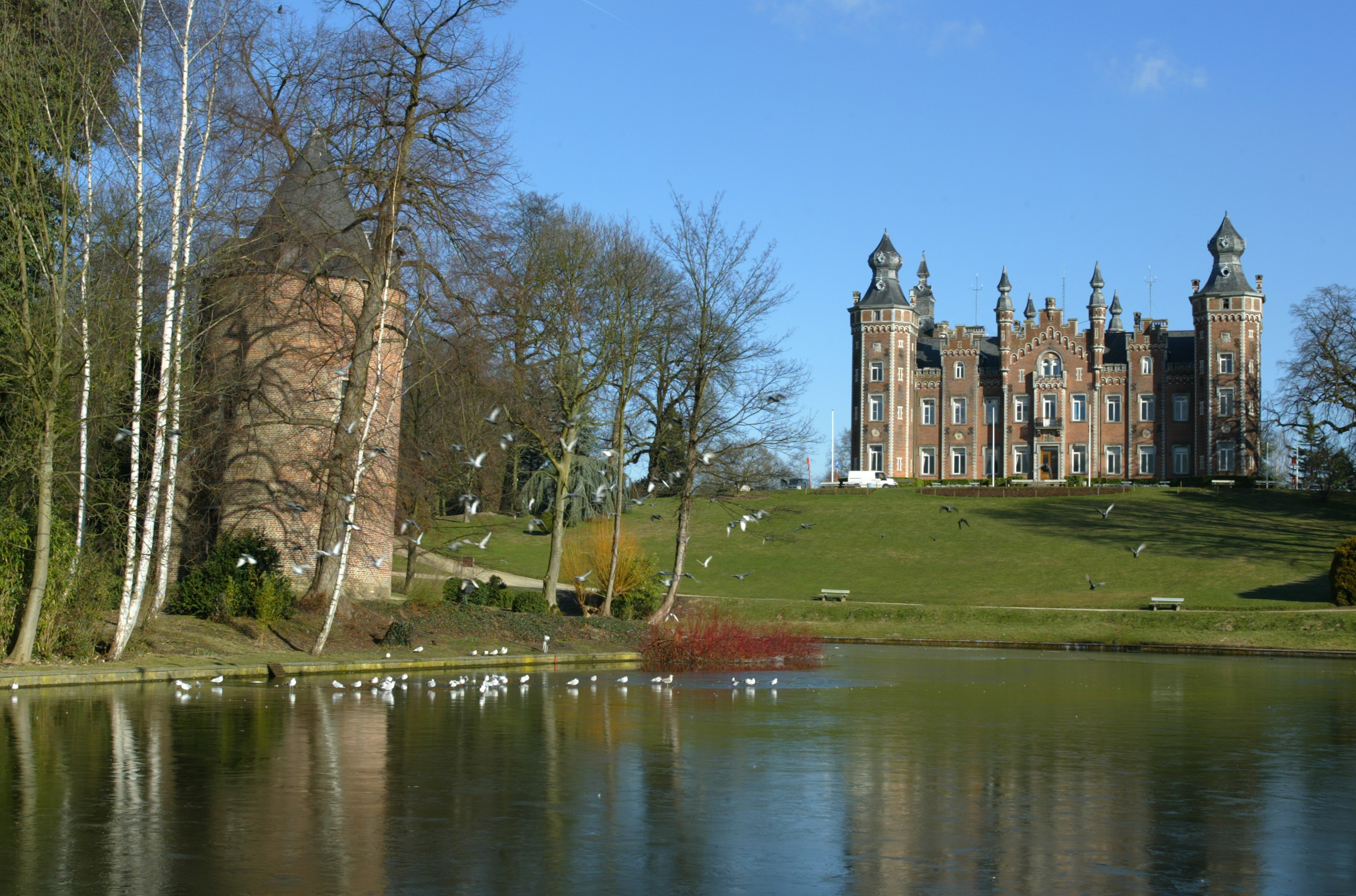
Sint-Alenatoren en gemeentehuis.

Het gemeentehuis Kasteel de Viron, ontworpen door architect Jean-Pierre Cluysenaar, is een 19e-eeuws kasteel in neotudorstijl, met een park en vijver. Op het eilandje staat de middeleeuwse Sint-Alenatoren, die een restant is van het 13e- of 14e-eeuwse slot dat bewoond werd door de familie van Heetvelde en later door de bisschoppen van Kamerijk. Volgens de legende woonde de familie van vorst Levold, eind 7e eeuw, ook op deze plaats. Het waterslot werd evenwel verwoest tijdens de Negenjarige Oorlog, nadien gerestaureerd door de nieuwe eigenaar Jean Balthasar Malo (1714) en vervolgens gesloopt in 1862 door de familie de Viron.
Begin 20e eeuw bouwde de gemeente een eigen, zeer prestigieuze paardenrenbaan, gesitueerd in het noorden van de gemeente, vlak bij het station (gehucht Wolsem). De paardenrenbaan werd opgericht door Robert Dansaert. Het ingenieuze gebouw werd in 1951 echter gesloopt (en in 1964 ook de tribune) voor de aanleg van een nieuwe wijk: de Savio-wijk
In 1985 verbroederde Dilbeek met Dalton in de Amerikaanse staat Georgia. De voormalige gemeente Schepdaal deed dit al in 1972 met het Oostenrijkse Obervellach (in Karinthië). Sinds 1998 is Dilbeek ook met Franschhoek (in Zuid-Afrika) verbroederd. Initiatiefnemer van deze verbroederingen is ereburgemeester Jef Valkeniers.
De gemeente haalde aan het einde van de jaren 1970 het nationale nieuws met haar actie Dilbeek, waar Vlamingen thuis zijn, als protest tegen de vestiging van Franstaligen vanuit Brussel. Men plaatste borden met deze tekst langs de uitvalswegen. Deze zijn nog altijd aanwezig, ondanks het feit dat de borden regelmatig worden beklad of vernield. Een gedeelte van het publiek ervaart de borden als ongastvrij. Er bestaat overigens wel degelijk een Franstalige minderheid in Dilbeek, die met vier zetels in de gemeenteraad vertegenwoordigd is.
Sinds enige tijd noemt de gemeente zich voor toeristische doeleinden "Poort van het Pajottenland".

## Geografie

### Kernen
Naast Dilbeek zelf (met zijn gehucht Wolsem) telt de gemeente 5 deelgemeenten. Met name Groot-Bijgaarden, Itterbeek (met gehucht Sint-Anna-Pede), Schepdaal (met gehucht Sint-Gertrudis-Pede), Sint-Martens-Bodegem en Sint-Ulriks-Kapelle.

#### Tabel
| # | Naam                 | Opp. (km²) | Inwoners (2020) | Inwoners per km² | NIS-code |
| - | -------------------- | ---------- | --------------- | ---------------- | -------- |
| 1 | Dilbeek              | 11,43      | 19.557          | 1.711            | 23016A   |
| 2 | Groot-Bijgaarden     | 5,69       | 8.309           | 1.461            | 23016C   |
| 3 | Itterbeek            | 5,42       | 4.841           | 893              | 23016D   |
| 4 | Schepdaal            | 8,32       | 6.085           | 732              | 23016E   |
| 5 | Sint-Martens-Bodegem | 5,73       | 2.751           | 480              | 23016F   |
| 6 | Sint-Ulriks-Kapelle  | 4,89       | 1.877           | 384              | 23016B   |

## Bezienswaardigheden
- Het Kasteel de Viron: 19e-eeuws kasteel, met geïntegreerde jaarkalender, sinds 1923 gemeentehuis
  - De Sint-Alenatoren: restant van het 14e-eeuwse slot van de familie van Heetvelde
  - Het Koetshuis de Viron: in de 19e eeuw ontworpen door architect Cluysenaar voor baron de Viron
  - De Kasteelhoeve de Laiterie
  - De IJskelder: hoort bij het kasteel, 19e-eeuws
- De Sint-Ambrosiuskerk: gotische, 15e-eeuwse kerk met 13e-eeuwse toren
- De Sint-Theresiakerk in de wijk Kaudenaarde
- Het complex Maria Assumpta
- Het Kasteel Winssinger
- Het Kasteel Steenpoel
- Het Hof te Elegem
- Het Spaanse Huisje: restant van een 16e-eeuwse hoeve
- Het Neerhof: hoeve uit de 17e en 18e eeuw, destijds eigendom van de Abdij van Vorst, nu een kinderboerderij
- Het cultureel centrum Westrand
- Het Huisje Mostinckx

## Natuur en landschap
Dilbeek is een sterk verstedelijkte plaats die vastgebouwd is aan de Brusselse agglomeratie. De hoogte bedraagt 30-82 meter.
Belangrijke natuurgebieden zijn de Wolfsputten ten noorden van de kom en de Thaborberg in het oosten. Meer naar het oosten, in Itterbeek, vindt men het Begijnenborrebos.

## Demografische ontwikkeling

### Demografische evolutie voor de fusie
- Bronnen:NIS, Opm:1831 tot en met 1970=volkstellingen; 1976 = inwonertal op 31 december

### Demografische ontwikkeling van de fusiegemeente
Alle historische gegevens hebben betrekking op de huidige gemeente, inclusief deelgemeenten, zoals ontstaan na de fusie van 1 januari 1977.
Kan EasyTimeline-invoer niet compileren:

Timeline generation failed: 2 errors found

Line 56:  bar:2025 from:0 till: 45069

- Plotdata attribute 'till' invalid.

```
 Date '45069' not within range as specified by command Period.

```

Line 76:  bar:2025 at: 45069 fontsize:S text: 45.069 shift:(-10,5)

- Plotdata attribute 'at' invalid.

```
 Date '45069' not within range as specified by command Period.

```

- Bronnen:NIS, Opm:1831 tot en met 1981=volkstellingen; 1990 en later= inwonertal op 1 januari

| Inwoners van jaar tot jaar op 1 januari 1992 tot heden | Inwoners van jaar tot jaar op 1 januari 1992 tot heden | Inwoners van jaar tot jaar op 1 januari 1992 tot heden |
| jaar                                                   | Aantal                                                 | Evolutie: 1992=index 100                               |
| ------------------------------------------------------ | ------------------------------------------------------ | ------------------------------------------------------ |
| 1992                                                   | 37.183                                                 | 100,0                                                  |
| 1993                                                   | 37.115                                                 | 99,8                                                   |
| 1994                                                   | 37.298                                                 | 100,3                                                  |
| 1995                                                   | 37.418                                                 | 100,6                                                  |
| 1996                                                   | 37.352                                                 | 100,5                                                  |
| 1997                                                   | 37.521                                                 | 100,9                                                  |
| 1998                                                   | 37.499                                                 | 100,8                                                  |
| 1999                                                   | 37.584                                                 | 101,1                                                  |
| 2000                                                   | 37.722                                                 | 101,4                                                  |
| 2001                                                   | 37.818                                                 | 101,7                                                  |
| 2002                                                   | 38.326                                                 | 103,1                                                  |
| 2003                                                   | 38.716                                                 | 104,1                                                  |
| 2004                                                   | 39.058                                                 | 105,0                                                  |
| 2005                                                   | 39.288                                                 | 105,7                                                  |
| 2006                                                   | 39.412                                                 | 106,0                                                  |
| 2007                                                   | 39.585                                                 | 106,5                                                  |
| 2008                                                   | 39.660                                                 | 106,7                                                  |
| 2009                                                   | 39.742                                                 | 106,9                                                  |
| 2010                                                   | 39.998                                                 | 107,6                                                  |
| 2011                                                   | 40.201                                                 | 108,1                                                  |
| 2012                                                   | 40.388                                                 | 108,6                                                  |
| 2013                                                   | 40.737                                                 | 109,6                                                  |
| 2014                                                   | 41.034                                                 | 110,4                                                  |
| 2015                                                   | 41.243                                                 | 110,9                                                  |
| 2016                                                   | 41.450                                                 | 111,5                                                  |
| 2017                                                   | 42.024                                                 | 113,0                                                  |
| 2018                                                   | 42.434                                                 | 114,1                                                  |
| 2019                                                   | 42.847                                                 | 115,2                                                  |
| 2020                                                   | 43.423                                                 | 116,8                                                  |
| 2021                                                   | 43.732                                                 | 117,6                                                  |
| 2022                                                   | 44.095                                                 | 118,6                                                  |
| 2023                                                   | 44.650                                                 | 120,1                                                  |
| 2024                                                   | 44.878                                                 | 120,7                                                  |
| 2025                                                   | 45.069                                                 | 121,2                                                  |

## Politiek

### Burgemeesters
| Tijdspanne  | Meier                                 |
| ----------- | ------------------------------------- |
| 1491        | Nicolas Van Nispen                    |
| 1510        | Jan vander Meren                      |
| 1601        | Jan Huwel                             |
| 1634        | Renier Lefebuer                       |
| 1635        | Jan de Wege                           |
| 1646        | Nicolas Batens                        |
| 1653        | Gabriël Nicolaes                      |
| 1653        | Roger Heuze                           |
| 1653        | Van Ghindertaelen                     |
| 1669        | Jan Nicolaes                          |
| 1669        | Jooris de Mesmaecker                  |
| 1711        | Henricus vanden Kerckhoven            |
| 1712        | Judocus Nicolaes                      |
| 1714        | M. de Commines                        |
| 1720        | Joannes Franciscus Ignatius Lindemans |
| 1730        | Guillielmus Plas                      |
| 1731        | Guillielmus Josephus Lindemans        |
| 1739        | Joos Roobaert                         |
| 1747        | Henricus van Campenhout               |
| 1747        | Petrus Arnoldus Lindemans             |
| 1786        | Antonius Coenraets                    |
| 1789        | Jan Jozef Thomas                      |
| Tijdspanne  | Burgemeester                          |
| 1793 - 1796 | P.Fr Lindemans                        |

| Tijdspanne | Tijdspanne   | Burgemeester                          |
| ---------- | ------------ | ------------------------------------- |
|            | 1800 - 1803  | Jan Baptiste Baeyens                  |
|            | 1803 - 1812  | Petrus Van Laethem                    |
|            | 1812 - 1814  | Guillaume de Viron                    |
|            | 1814 - 1818  | Petrus Van Lierde                     |
|            | 1818 - 1830  | Jean Bernard de Viron                 |
|            | 1830 - 1838  | Guilielmus Wauters                    |
|            | 1838 - 1890  | Egidius Franciscus Verheyden          |
|            | 1891 - 1909  | Henri Moeremans                       |
|            | 1909 - 1912  | Guilielmus Leonard Verheyden          |
|            | 1913 - 1929  | Robert de Viron                       |
|            | 1929 - 1938  | Livinus Walravens                     |
|            | 1938 - 1947  | Robert Verheyden                      |
|            | 1943 - ?     | Victor Van Malder (waarnemend)        |
|            | 1944         | Emiel De Ridder (oorlogsburgemeester) |
|            | 1946 - 1947  | Victor Van Malder (waarnemend)        |
|            | 1947 - 1957  | Herman Vergels (CVP)                  |
|            | 1957 - 1967  | Georges Mot (CVP)                     |
|            | 1967 - 1982  | Philip Vergels (CVP)                  |
|            | 1983 - 1988  | Jef Valkeniers (Volks)                |
|            | 1988         | Jef De Ridder (Volks, waarnemend)     |
|            | 1989 - 1991  | Stefaan Platteau (PVV)                |
|            | 1992 - 1994  | Jan De Craen (CVP)                    |
|            | 1995 - 2012  | Stefaan Platteau (VLD)                |
|            | 2013 - heden | Willy Segers (N-VA)                   |

### Bestuur 2024-2030
Burgemeester is Willy Segers (N-VA-LvBurgemeester). Hij leidt een coalitie bestaande uit N-VA-LvBurgemeester en het liberale Blauw Dilbeek. Samen vormen ze een meerderheid van 18 op 35 zetels.

### Resultaten gemeenteraadsverkiezingen sinds 1976
| Partij               | Partij                                                              | 10-10-1976 | 10-10-1976 | 10-10-1982 | 10-10-1982 | 9-10-1988 | 9-10-1988 | 9-10-1994 | 9-10-1994 | 8-10-2000 | 8-10-2000 | 8-10-2006 | 8-10-2006 | 14-10-2012 | 14-10-2012 | 14-10-2018 | 14-10-2018 | 13-10-2024 | 13-10-2024 |
| Stemmen / Zetels     | Stemmen / Zetels                                                    | %          | 31         | %          | 33         | %         | 33        | %         | 33        | %         | 33        | %         | 33        | %          | 35         | %          | 35         | %          | 35         |
| -------------------- | ------------------------------------------------------------------- | ---------- | ---------- | ---------- | ---------- | --------- | --------- | --------- | --------- | --------- | --------- | --------- | --------- | ---------- | ---------- | ---------- | ---------- | ---------- | ---------- |
|                      | PVDA                                                                | -          | -          | -          | -          | -         | -         | -         | -         | -         |           | -         |           | -          | -          | -          | -          | 5,0        | 1          |
|                      | SP1/ Groen!-sp.a-SpiritA / Groen-sp.aC/ Vooruit2                    | 7,171      | 1          | 8,851      | 2          | 5,781     | 1         | 3,981     | 0         | 3,691     | 0         | 8,38A     | 1         | 9,71C      | 2          | 10,66C     | 1          | 4,82       | 1          |
|                      | Agalev1/ Groen!-sp.a-SpiritA/ Groen-sp.aC/ Denk DilbeekE            | -          |            | -          |            | 3,891     | 0         | 4,941     | 1         | 7,441     | 2         | 8,38A     | 1         | 9,71C      | 1          | 10,66C     | 2          | 25,3E      | 10         |
|                      | CVP1/ CD&V-N-VA-DNA!B/ CD&V-DNA!D/ CD&V2/ Denk DilbeekE             | 38,411     | 14         | 34,001     | 12         | 29,171    | 11        | 25,241    | 10        | 21,431    | 8         | 28,98B    | 6         | 19,44D     | 6          | 14,572     | 5          | 25,3E      | 10         |
|                      | CD&V-N-VA-DNA!B/ CD&V-DNA!D/ DNA!1/ Denk DilbeekE                   | -          |            | -          |            | -         |           | -         |           | -         |           | 28,98B    | 2         | 19,44D     | 1          | 6,861      | 2          | 25,3E      | 10         |
|                      | VOLKS1/ VU2/ CD&V-N-VA-DNA!B/ N-VA3/ N-VA LvBurgemeester4           | 30,371     | 11         | 29,81      | 11         | 28,892    | 11        | 12,021    | 4         | 8,221     | 2         | 28,98B    | 2         | 23,443     | 8          | 24,514     | 10         | 25,13      | 10         |
|                      | PVV1/ VLD2/ LvBurgemeester-VLD3/ LVBurger Open-VLD4/ Blauw Dilbeek5 | 6,131      | 1          | 12,861     | 4          | 16,571    | 5         | 29,072    | 11        | 36,572    | 14        | 34,633    | 13        | 33,063     | 13         | 26,784     | 11         | 21,15      | 8          |
|                      | Vlaams Blok1/ Vlaams Belang2/ Vernieuwing3                          | -          |            | -          |            | 1,191     | 0         | 5,031     | 1         | 8,381     | 2         | 13,232    | 4         | 2,343      | 0          | 5,452      | 1          | 9,22       | 3          |
|                      | RB-GB1/ LD-VD2/ UNION3/ UF4                                         | 14,621     | 4          | 12,362     | 4          | 14,513    | 5         | 16,223    | 6         | 14,274    | 5         | 14,794    | 4         | 12,014     | 4          | 10,394     | 3          | 7,04       | 2          |
| Anderen(*)           | Anderen(*)                                                          | 3,29       | 0          | 2,13       | 0          | -         |           | 3,51      | 0         | -         | -         | -         | -         | -          | -          | 0,78       | 0          | 2,6        | 0          |
| Totaal stemmen       | Totaal stemmen                                                      | 22716      | 22716      | 25573      | 25573      | 26505     | 26505     | 26698     | 26698     | 26592     | 26592     | 27802     | 27802     | 26918      | 26918      | 27810      | 27810      | 18406      | 18406      |
| Opkomst %            | Opkomst %                                                           |            |            |            |            | 94,53     | 94,53     | 93,34     | 93,34     | 92,07     | 92,07     | 92,81     | 92,81     | 89,86      | 89,86      | 90,70      | 90,70      | 58,9       | 58,9       |
| Blanco en ongeldig % | Blanco en ongeldig %                                                | 3,17       | 3,17       | 4,13       | 4,13       | 3,11      | 3,11      | 3,24      | 3,24      | 2,58      | 2,58      | 2,95      | 2,95      | 2,83       | 2,83       | 3,70       | 3,70       | 1,3        | 1,3        |

De rode cijfers naast de gegevens duiden aan onder welke naam de partijen telkens bij een verkiezing opkwamen.

De zetels van de bestuursmeerderheid staan vet afgedrukt. De grootste partij is in kleur.

(*) 1976: DSP-PSD (3,29%) / 1982: RAD (2,23%) / 1994: W.O.W. (2,44%), VVP (1,07%) / 2018: ONAFHANKELIJK (0,78%) / 2024: Rachid Voor U (2,3%), IMAGIN (0,3%)

## Cultuur
In het centrum van Dilbeek staat cultureel centrum Westrand. De gemeentelijke bibliotheek bevindt zich in hetzelfde gebouw.

### Bijnaam
De Dilbekenaars dragen de bijnaam "Konijnenfretters". Toen keizer Karel V onverwacht Dilbeek zou bezoeken, werd in "De Gouden Kroon" snel alles in gereedheid gebracht. Te laat merkte de waard dat hij de maaltijd vergeten had. Op de spijskaart verscheen wel "Varken aan 't spit" maar in werkelijkheid had de plaatselijke stroper zijn twaalf konijnenstroppen leeggehaald. De keizer genoot van de heerlijke schotel tot zijn hofmeester het bedrog ontdekte. De waard moest bekennen en vreesde al voor zijn leven, maar de keizer toonde genade. Hij gebood iedereen de waard en zijn dorpsgenoten voortaan Konijnenfretters te noemen. Deze legende werd geschreven in 1957 door Robert Vonck.

### Evenementen
Sinds 2004 wordt in Dilbeek jaarlijks het Vijverfestival georganiseerd, een gratis zomerfestival met pop- en rockmuziek, wereldmuziek, amusement en een wereldkeuken. Het hoofdpodium is een drijvend vlot op de vijver van het park.
Elke woensdagmiddag vindt er een markt plaats op de Sint-Alenalaan. Op de parking van cultureel centrum Westrand vindt elke zaterdagochtend een boerenmarkt plaats.

### Verenigingen
Jong in Dilbeek, de jeugdwerking van de gemeente, is gevestigd in het cultureel centrum Westrand.

## Onderwijs
- Groot-Bijgaarden
  - Broederschool Heilig Hart (lager onderwijs, Broeders van de Christelijke Scholen)
  - Don Bosco Groot-Bijgaarden (lager en middelbaar onderwijs, Salesianen van Don Bosco)
- Dilbeek
  - Regina-Caelilyceum (kleuter-, lager en middelbaar onderwijs, Zusters van Liefde van Gent)
  - Sint-Alenaschool (kleuter- en lager onderwijs)
  - Jongslag (lager onderwijs, gemeenteschool)
  - De Vlinder (kleuter- en lager onderwijs; gemeenschapsonderwijs)
  - Impuls (middelbaar gemeenschapsonderwijs)
- Itterbeek
  - 't Keperke, gemeenteschool
- Schepdaal
  - De klimop, gemeenteschool (lager onderwijs)
  - Trip Trap (kleuterschool)
- Sint-Martens-Bodegem
  - 't Klavertje Vier

## Geboren in Dilbeek
- Wieland Kuijken (1938), musicus
- Sigiswald Kuijken (1944), musicus
- Urbain Joseph Servranckx (1949), komiek

## Bekende Dilbekenaren
- Rik Andries (1936-2021), acteur
- Johan Anthierens (1937-2000), journalist, columnist, publicist en schrijver
- Jacques Brel (1929-1978), zanger, woonde rond 1950 enkele jaren in Dilbeek
- Jean Brusselmans (1884-1953), kunstschilder
- Jurgen Ceder (1963), politicus
- Max Colombie (1991), zanger, oprichter van Oscar and the Wolf
- Béatrice Delvaux (1960), journaliste
- Goedele Liekens (1963), Miss België en tv-figuur
- Paul Ricour (1943), acteur
- Willy Segers (1958), docent en politicus
- Alice Toen (1924), actrice
- Jef Valkeniers (1932), politicus
- Stijn Vanderhaeghe (1977), auteur en journalist
- Paul Van Himst (1943), voetballer
- Danny Verbiest (1945-2025), stem van Samson en oprichter Studio 100
- Jan Paternoster (1989), muzikant, oprichter van Blackbox Revelation
- Dries Van Dijck (1991), muzikant, oprichter van Blackbox Revelation
- Remco Evenepoel (2000), wielrenner

### Ereburgers
- Remco Evenepoel (2022)[16]

## Trivia
- De VTM-serie Echte Verhalen: De Buurtpolitie werd oorspronkelijk opgenomen in en rond Dilbeek.
- Het Hof Ter Smissen was een manege waarop regelmatig buitenopnames plaatsvonden voor de Vlaamse soapserie Thuis. In augustus 2019 startte de afbraakwerken van de manege. Deze maakt plaats voor nieuwe wooneenheden.
- Alena van Dilbeek is de patroonheilige van Dilbeek. Ze is beschermheilige van de tandpijn en oogziekten.
- Tussen 2008 en 2011 werd Dilbeek geteisterd door 'de slipjesdief’. De man belaagde vrouwelijke slachtoffers met een vuurwapen en beval hen hun onderbroek af te geven. Minstens zes dergelijke feiten werden officieel vastgesteld, vaak in de omgeving van evenementen zoals fuiven en concerten. De identiteit van de man is nog steeds niet bekend.[17]

## Nabijgelegen kernen
Itterbeek, Groot-Bijgaarden, Sint-Agatha-Berchem, Anderlecht

## Partnersteden
- Dalton (sinds 1985)
- Obervellach (sinds 1972) (verbroedering met deelgemeente Schepdaal)
- Franschhoek (sinds 1998)
- Stellenbosch